# Laguna del Rey
Laguna del Rey är en ort i Mexiko.   Den ligger i kommunen Ocampo och delstaten Coahuila, i den centrala delen av landet, 900 km nordväst om huvudstaden Mexico City. Laguna del Rey ligger 1 047 meter över havet och antalet invånare är 2 651.
Terrängen runt Laguna del Rey är varierad.  Trakten runt Laguna del Rey är nära nog obefolkad, med mindre än två invånare per kvadratkilometer. Laguna del Rey är det största samhället i trakten. Omgivningarna runt Laguna del Rey är i huvudsak ett öppet busklandskap.